# Thermococcales
A Thermococcales a Thermococci osztályba tartozó Archaea rend. Az archeák – ősbaktériumok – egysejtű, sejtmag nélküli prokarióta szervezetek.

### Tudományos folyóiratok
- Judicial Commission of the International Committee on Systematics of Prokaryotes (2005). „The nomenclatural types of the orders Acholeplasmatales, Halanaerobiales, Halobacteriales, Methanobacteriales, Methanococcales, Methanomicrobiales, Planctomycetales, Prochlorales, Sulfolobales, Thermococcales, Thermoproteales and Verrucomicrobiales are the genera Acholeplasma, Halanaerobium, Halobacterium, Methanobacterium, Methanococcus, Methanomicrobium, Planctomyces, Prochloron, Sulfolobus, Thermococcus, Thermoproteus and Verrucomicrobium, respectively. Opinion 79”. Int. J. Syst. Evol. Microbiol. 55 (Pt 1), 517–518. o. DOI:10.1099/ijs.0.63548-0. PMID 15653928.
- Cavalier-Smith, T (2002). „The neomuran origin of archaebacteria, the negibacterial root of the universal tree and bacterial megaclassification”. Int. J. Syst. Evol. Microbiol. 52 (Pt 1), 7–76. o. PMID 11837318.
- Euzeby JP (2001). „Nomenclatural type of orders: corrections necessary according to Rules 15 and 21a of the Bacteriological Code (1990 Revision), and designation of appropriate nomenclatural types of classes and subclasses. Request for an Opinion”. Int. J. Syst. Evol. Microbiol. 51 (Pt 2), 725–727. o. PMID 11321122.
- Zillig W (1987). „Pyrococcus woesei, sp. nov., an ultra-thermophilic marine Archaebacterium, representing a novel order, Thermococcales”. Syst. Appl. Microbiol. 9, 62–70. o. DOI:10.1016/S0723-2020(87)80057-7.

### Tudományos könyvek
- Zillig W.szerk.: DR Boone: Class IV (sic) [V]. Thermococci class. nov., Bergey's Manual of Systematic Bacteriology Volume 1: The Archaea and the deeply branching and phototrophic Bacteria, 2nd, New York: Springer Verlag, 169. o. (2001. március 20.). ISBN 978-0-387-98771-2

### Tudományos adatbázisok
- Thermococcales PubMed hivatkozásai
- Thermococcales PubMed Central hivatkozásai
- Thermococcales Google Scholar hivatkozásai